# Барба Ігор Давидович
Ігор Давидович Барба — український звукооператор і звукорежисер, викладач Факультету кіно і телебачення КНУКіМ, член Національної спілки кінематографістів України та Української кіноакадемії. Заслужений діяч мистецтв України (2008). Лауреат Мистецької премії «Київ» імені Івана Миколайчука у галузі кіномистецтва (2018) за документальний фільм «Головна роль».

## Життєпис
Ігор Барба працював у Київській кіностудії науково-популярних фільмів, де створив звукові еффекти для понад 400 ігрових, науково-популярних, документальних та рекламних фільмів. 
У 2005—2008 роках звукорежисер телеканалу «ICTV», працював над створенням телесеріалу «Леся+Рома». 
Нині Ігор Барба викладач факультету кіно і телебачення КНУКіМ. Викладає дисципліни: «Звукорежисура», «Аналіз творів кіно-, телемистецтва», «Сучасні технології звукозапису в кіно-, телевиробництві».

## Фільмографія
| Рік       |     | Українська назва                 | Оригінальна назва              | Роль          |
| --------- | --- | -------------------------------- | ------------------------------ | ------------- |
| 2016      | док | «Головна роль»                   |                                | звукорежисер  |
| 2011      | док | «Україна. Точка відліку»         |                                | звукорежисер  |
| 2008      | док | «Живі»                           |                                | звукорежисер  |
| 2006      | док | «Назви своє ім'я»                | Spell your name                | звукорежисер  |
| 2005—2008 | с   | «Леся+Рома»                      |                                | звукорежисер  |
| 2002      | с   | «Право на захист»                | «Право на защиту»              | звукорежисер  |
| 2001      | док | «Хто ви є, містер Джекі?»        |                                | звукорежисер  |
| 1998      | док | «Відгомін забутого неба»         |                                | звукорежисер  |
| 1998      | док | «Іван Миколайчук. Посвята»       |                                | звукорежисер  |
| 1993      | док | «Ніч совка»                      |                                | звукорежисер  |
| 1991      | ф   | «Вірний Руслан»                  | «Верный Руслан»                | звукооператор |
| 1988      | ф   | «На прив'язі біля злітної смуги» | «На привязи у взлётной полосы» | звукооператор |
| 1987      | ф   | «Білий олень тундри»             | «Белый олень тундры»           | звукооператор |